# Kreuznimbus
Kreuznimbus nennt man die besondere Form eines Heiligenscheins, in den ein griechisches Kreuz eingezeichnet ist. Der Kreuznimbus ist in der christlichen Kunst den drei göttlichen Personen vorbehalten und macht sie gegenüber anderen Heiligen kenntlich. In der westlichen Kunst kommen in den zwei waagerechten Balken des Kreuznimbus die zwei griechischen Buchstaben Alpha und Omega nach der Apokalypse des Johannes vor, in der ostkirchlichen Kunst (seit dem 14. Jahrhundert) erscheinen in den drei Balken die griechischen Buchstaben ο, ω, ν oder Ο, Ω, Ν (altgr. ὁ ὤν, „der Seiende“). In der griechischen Septuaginta wurde nämlich JHWH in Ex 3,14  so übersetzt. Seit der Renaissance kann der Kreuznimbus auch die Form eines dreigeteilten Strahlenkreuzes annehmen.

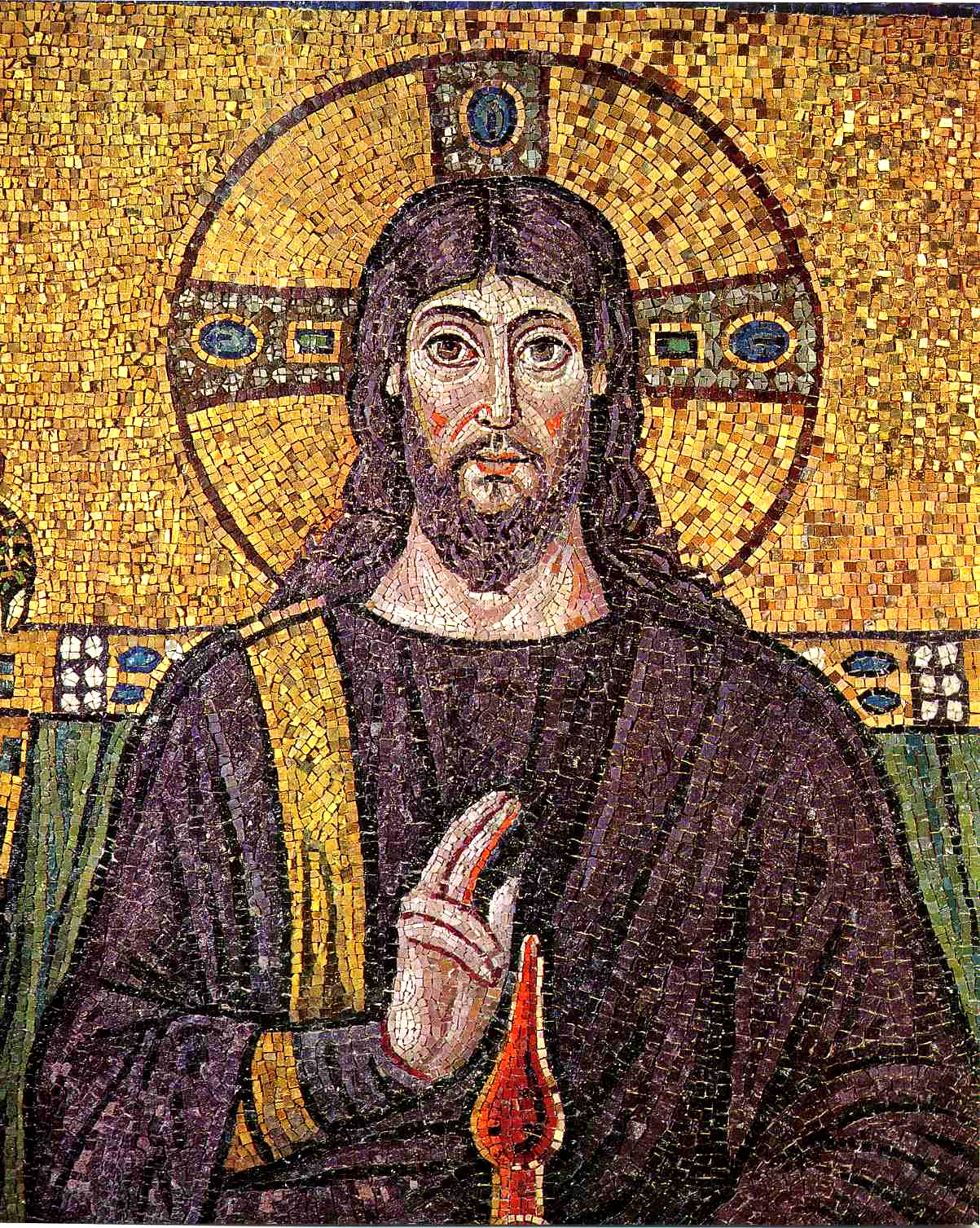
Mosaik, 6. Jh., Ravenna: Christus
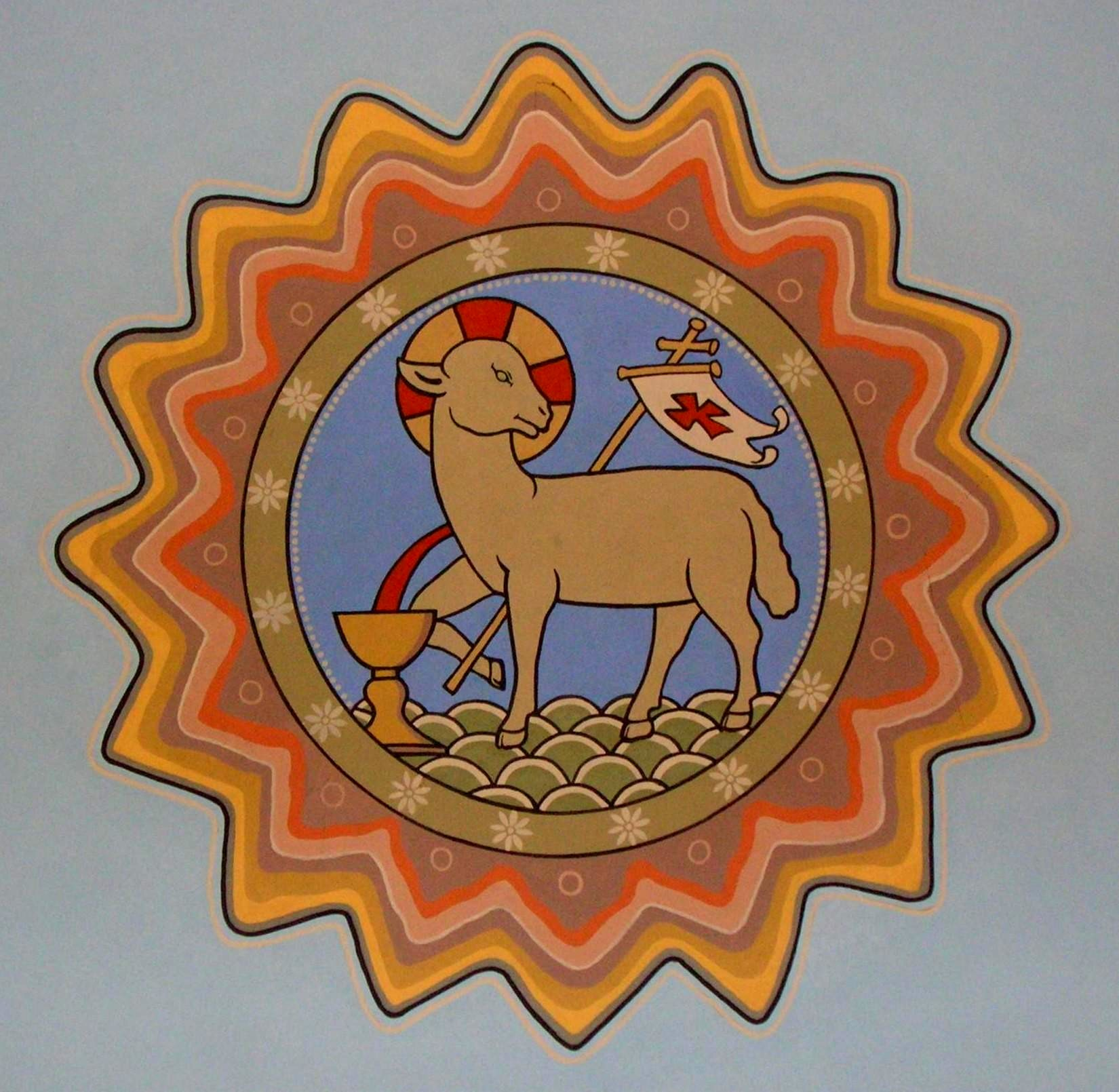
Pfarrkirche St. Josef, Bolzum, neoromanisch: Christus als Osterlamm
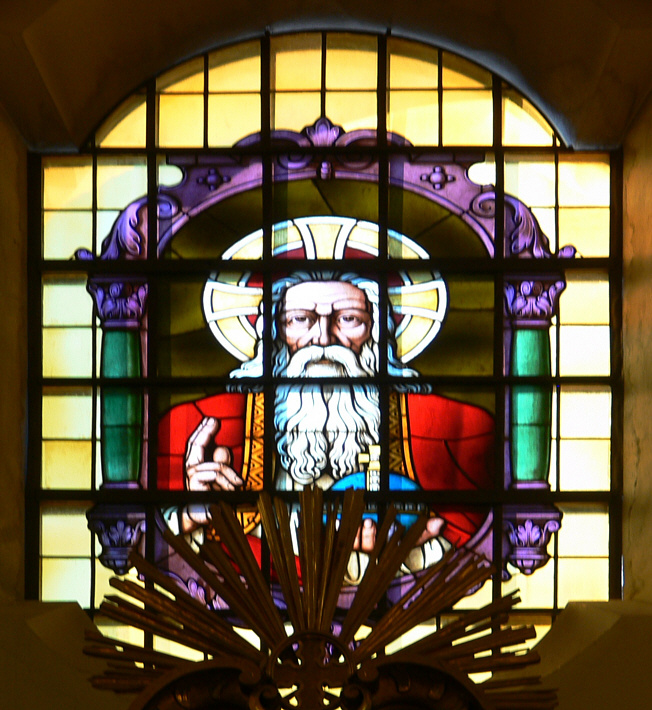
Stadtpfarrkirche Lindenberg: Gottvater
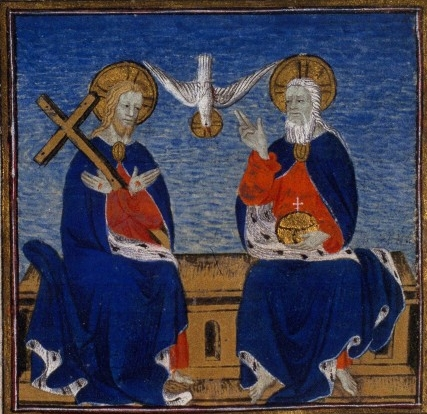
Bible historiale, 15. Jh.: Kreuznimbus bei den drei göttlichen Personen